# 디즈니 파크스 익스페리언스 앤드 프로덕츠
디즈니 파크스 익스페리언스 앤드 프로덕츠(영어: Disney Parks, Experiences and Products) 또는 예전 이름 월트 디즈니 파크 앤드 리조트(Walt Disney Parks and Resorts)는 월트 디즈니 컴퍼니의 주요 사업 부문 중 하나이다. 회사의 테마파크 및 홀리데이 리조트 사업의 기획, 개발, 관리, 레저 사업을 하는 자회사의 총괄을 담당한다.

## 세계 현황
- 북아메리카  디즈니랜드 리조트 : 1955년 7월 17일 개장 (캘리포니아주)
- 북아메리카  월트 디즈니 월드 리조트 : 1971년 10월 1일 개장 (플로리다주)
- 아시아  도쿄 디즈니 랜드 : 1983년 4월 15일 개장 (지바현)
- 유럽  디즈니랜드 파리 : 1992년 4월 12일 개장 (파리시)
- 아시아  홍콩 디즈니랜드 리조트 : 2005년 9월 12일 개장 (홍콩특별행정구)
- 아시아  상하이 디즈니 리조트 : 2016년 6월 16일 개장 (상하이시)